# Patrimoine ferroviaire et tourisme
 (avril 2022).
Cet article concerne une association ferroviaire belge. Pour les cas plus généraux, voir patrimoine ferroviaire, train touristique et chemin de fer touristique.
Patrimoine Ferroviaire et Tourisme (PFT) (en flamand Toerisme en spoor patrimonium «TSP») est une association sans but lucratif active dans la promotion et la préservation du patrimoine ferroviaire en Belgique.

## Histoire
L'association Patrimoine ferroviaire et tourisme (PFT) est créée le 11 août 1988. Ses statuts, modifiés le 21 février 2017, précisent que « ses objectifs sont l'acquisition, la préservation et la restauration de matériel des Chemins de fer belges, radié ou en voie de l'être ». Cet objectif est atteint via différentes activités.

## Activités

### Organisation de voyages (sur le réseau SNCB)
C'est la plus ancienne activité de l'association. Plusieurs types de voyages thématiques ont été proposés aux membres et aux non-membres : 
• Adieu à du matériel roulant en fin de carrière. 
• Avant-première ou dernière utilisation d'une infrastructure (par exemple, une ligne à grande vitesse, une ligne secondaire avant déferrement, ...).
• Découverte de l'activité ferroviaire d'un pays étranger intéressant.
• Mise à disposition de son propre matériel pour un besoin particulier (train-buffet à la Saint Valentin, voyage d'approche d'un événement d'une association sœur, train-anniversaire, ...).
Toutes ses activités ne sont plus proposées depuis 2013, date à partir de laquelle les conducteurs SNCB qui étaient également bénévoles de l'association n'ont plus pu bénéficier de la couverture des circulations touristiques par le certificat de sécurité de leur employeur. Faute de pouvoir acquérir le statut d'entreprise ferroviaire à part entière (car cela représente une charge importante), et surtout faute de clarté sur l'accès au réseau des engins historiques, l'association est depuis en attente d'une nouvelle législation clarifiant ces aspects.
La liste des trains spéciaux organisés par le "PFT" (à partir de 2024) :
- Le "Premier voyage de la 5519" :

Ce premier train spécial (depuis au moins 10 ans) était consacré à la fin des "voitures M4" & au retour sur le réseau national de la locomotive diesel 5519. Il a circulé le 15 juin 2024 entre Schaerbeek (Train World) - Anvers, Hasselt (via Lier, Herentals, Mol), Tongres, Liège-Guillemins, Namur, Auvelais, Fleurus, Ottignies, Louvain et Schaerbeek (Train World).
La composition de ce train était le suivant (rame encadrée) :
- 1 locomotive diesel de la série 55 (5519).
- 6 voitures à voyageurs de type M4 : 1re classe : A9 no 51.004, A7D no 58.025 & 2e classe : B11 no 52.181, no 52.132, no 52.422 & B7Dk no 59.932.
- 1 locomotive électrique de la série 27 (2715).

Ce voyage spécial a été organisé en collaboration avec le musée national Train World & "Train Charter Services".

### Restauration et entretien de matériel ferroviaire belge
Cette activité a débuté dans divers ateliers SNCB, avant de se centraliser dans quelques travées de l'ancien atelier diesel de Schaerbeek, aux côtés du patrimoine historique de la SNCB.
En 1998, l'ancien atelier de wagons de Saint-Ghislain est pris en location à long terme, en vue d'héberger une collection qui s'étend progressivement, anticipant un départ annoncé de l'atelier de Schaerbeek (dont l'état se dégrade rapidement et que l'association quitte finalement en 2018).
L'association rachète le plus souvent le matériel déclassé « au prix de la mitraille », ou reçoit en don ou en gestion des pièces issues de collections privées.
Les bénévoles (dont plusieurs sont (ex-) membres du personnel de la SNCB) procèdent à la restauration et à l'entretien du matériel. Autant que possible et jusqu'en 2013, les agréments nécessaires pour immatriculer le matériel, et ainsi lui donner accès au réseau ferré étaient demandés.
L'association vise à maintenir en permanence une locomotive à vapeur et quelques engins diesel (autorails, locomotives de ligne et de manœuvre), ainsi que des voitures pour voyageurs, en état de marche afin de répondre aux diverses sollicitations (voyages, exploitation du chemin de fer du Bocq, expositions statiques, voire cinéma et films publicitaires). Cette activité est d'autant plus importante que le service patrimoine de la SNCB a des moyens relativement limités, ce qui induit qu'au-delà des éléments exposés à Train World et d'une flotte d'engins susceptibles d'assurer quelques circulations historiques, une part importante de la collection nationale a été mise à disposition des différentes associations à la suite de la fermeture de l'abri-Musée de Louvain en 2013, avec charge pour ces dernières d'en assurer la restauration. Vu l'importance du travail, certains véhicules sont conservés en état d'exposition, ce qui est également le cas lorsqu'un engin qui était en état de marche a subi une avarie trop importante.

Matériels restaurés
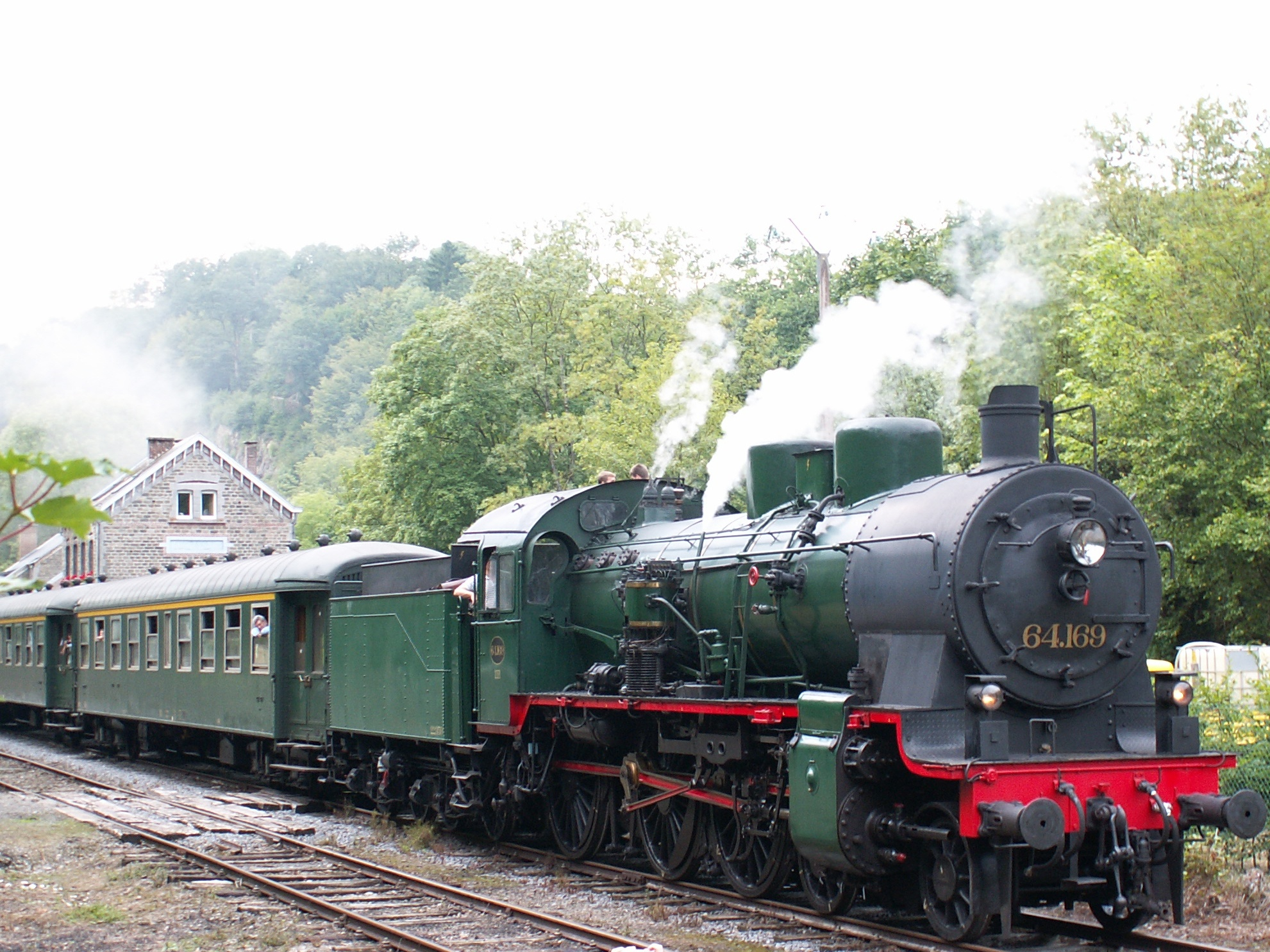
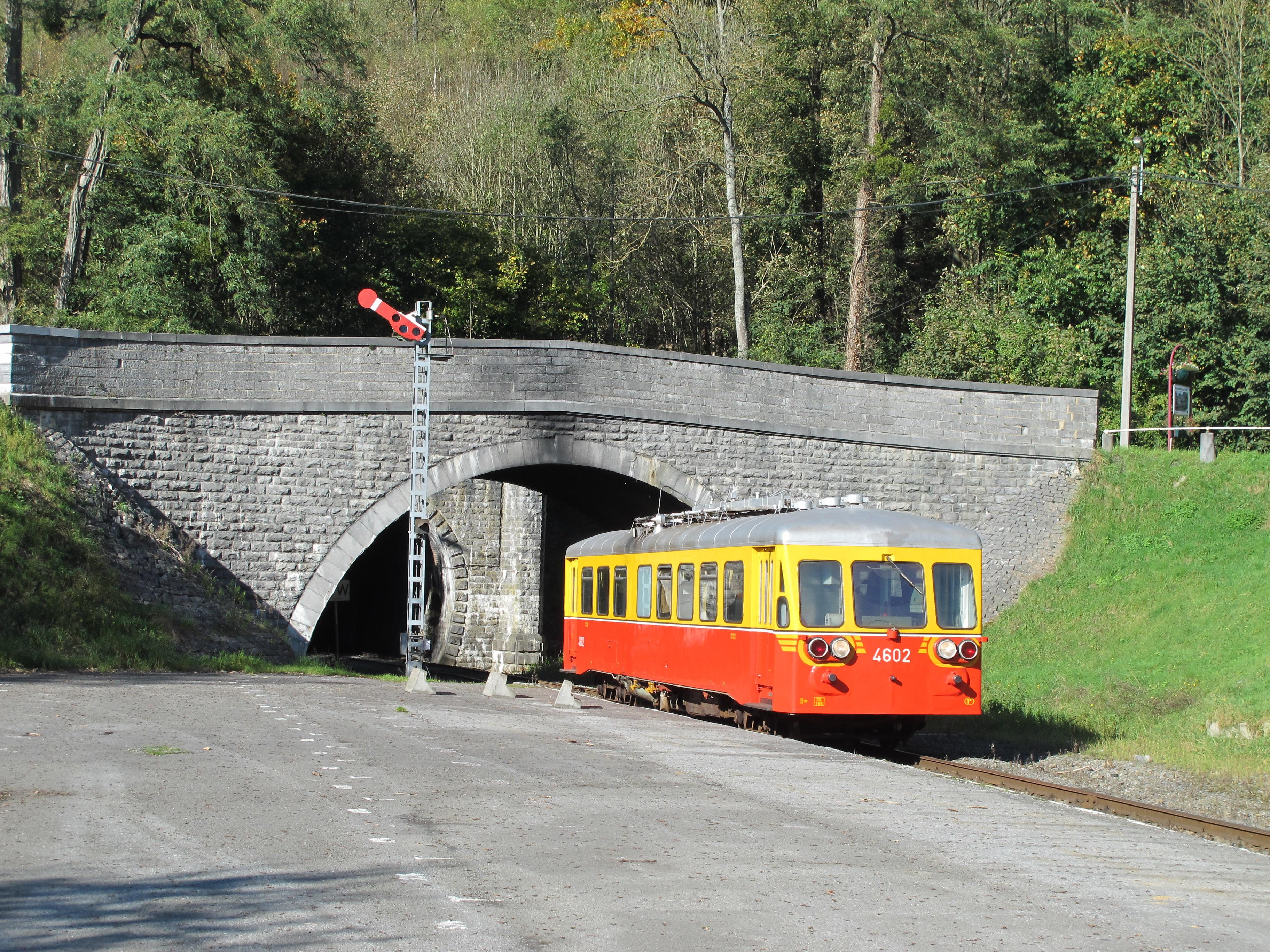
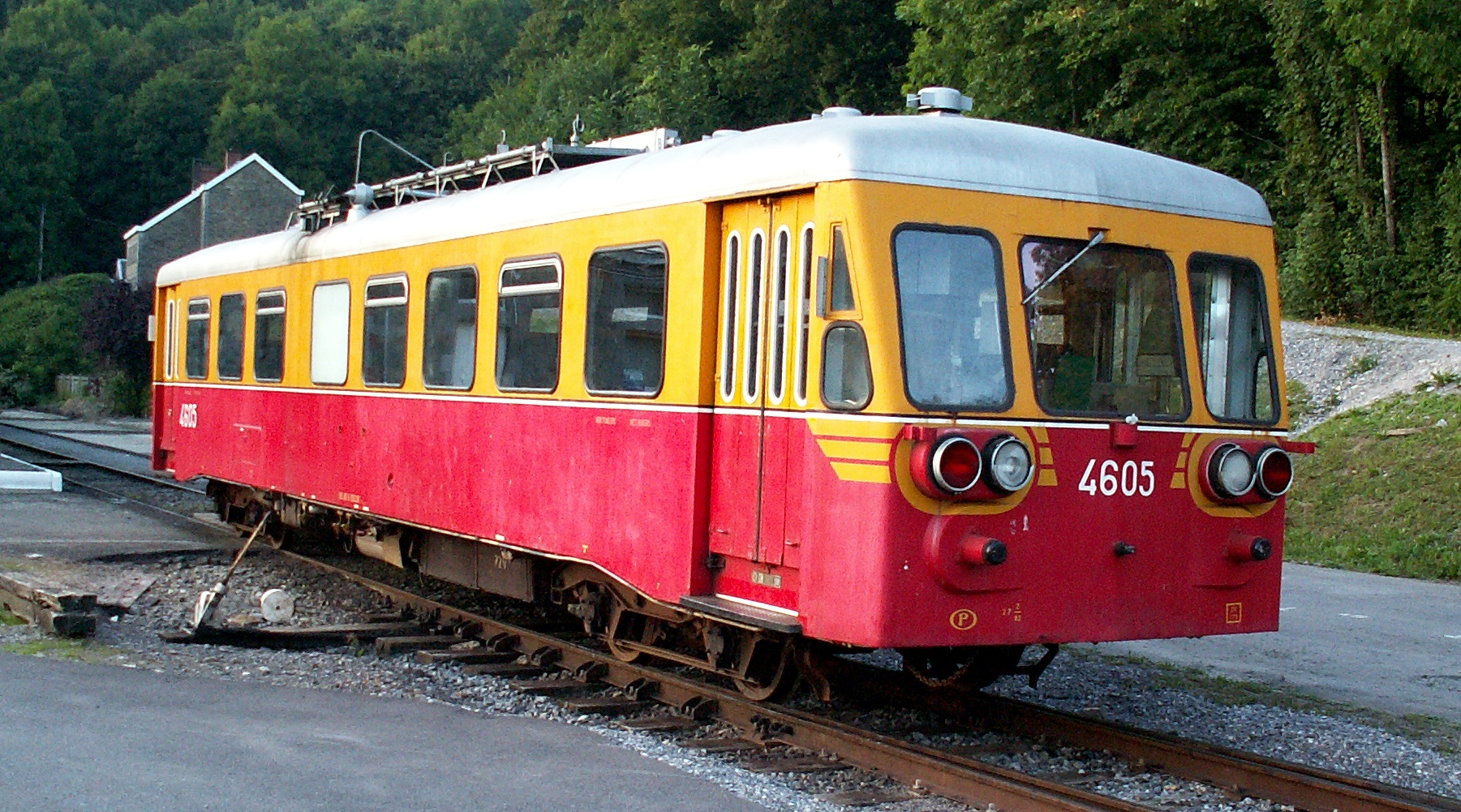
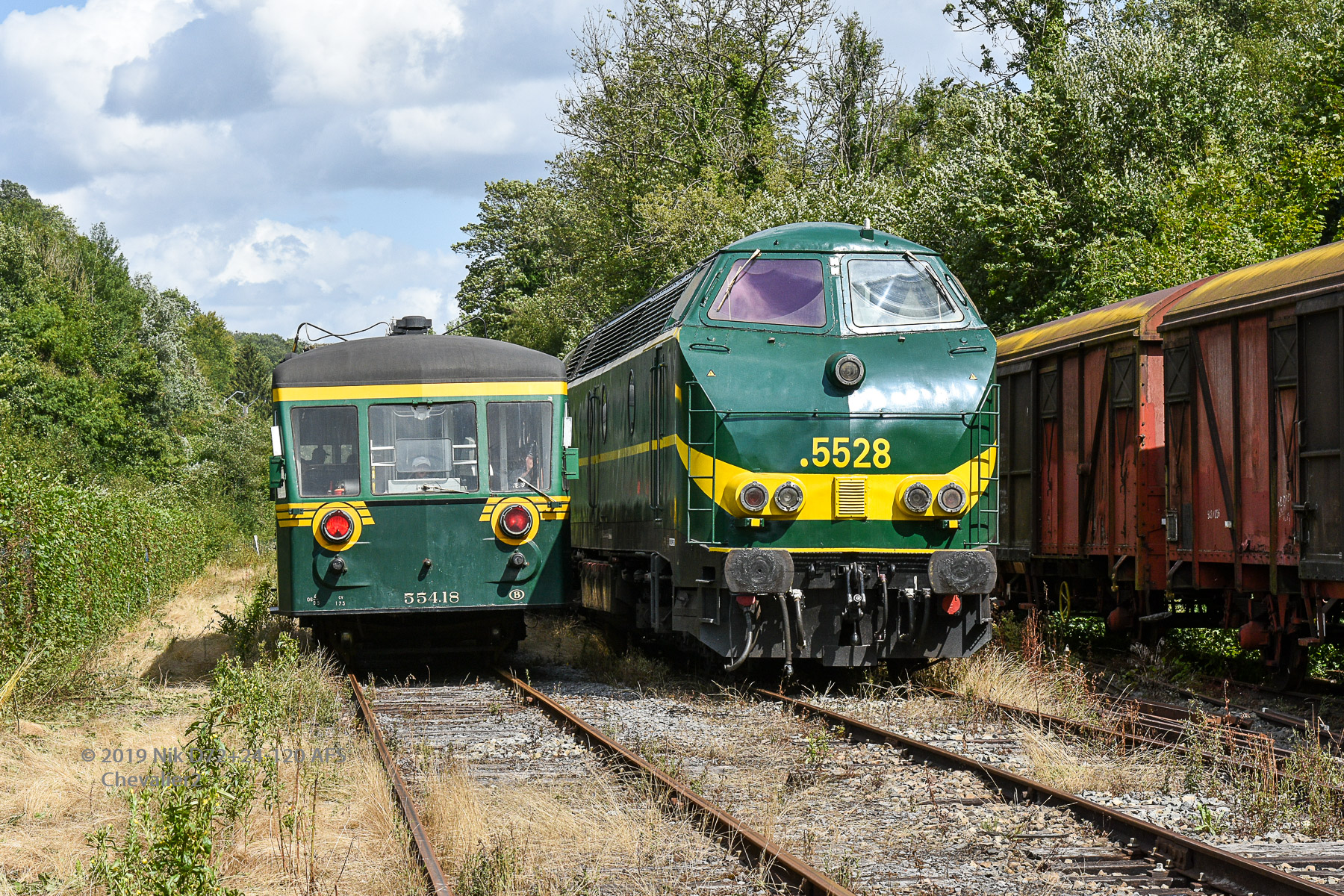

### La ligne Ciney - Spontin - Yvoir
Après de longues démarches administratives, l'association est, depuis 1992, reconnue comme exploitant touristique de cette ligne (ou les circulations commerciales ont progressivement pris fin entre 1960 et 1983). Si le tronçon Ciney - Spontin était encore en assez bon état, le reste de la ligne - ou subsistait heureusement une voie - fait l'objet d'une remise en état progressive depuis 1992.
Depuis la dernière extension significative en 2013, la ligne est rétablie entre les gares de Braibant et de Bauche (Évrehailles).
L'objectif de l'association reste de parcourir l'ensemble de la ligne, de Ciney jusqu'à Yvoir. Elle souhaite également pouvoir développer les installations d'entretien et de réparation du matériel afin de limiter les besoins en transfert vers et depuis les autres sites.
L'exploitation est assurée les weekends entre avril et septembre sous le nom du Chemin de fer du Bocq.

Stations de la ligne
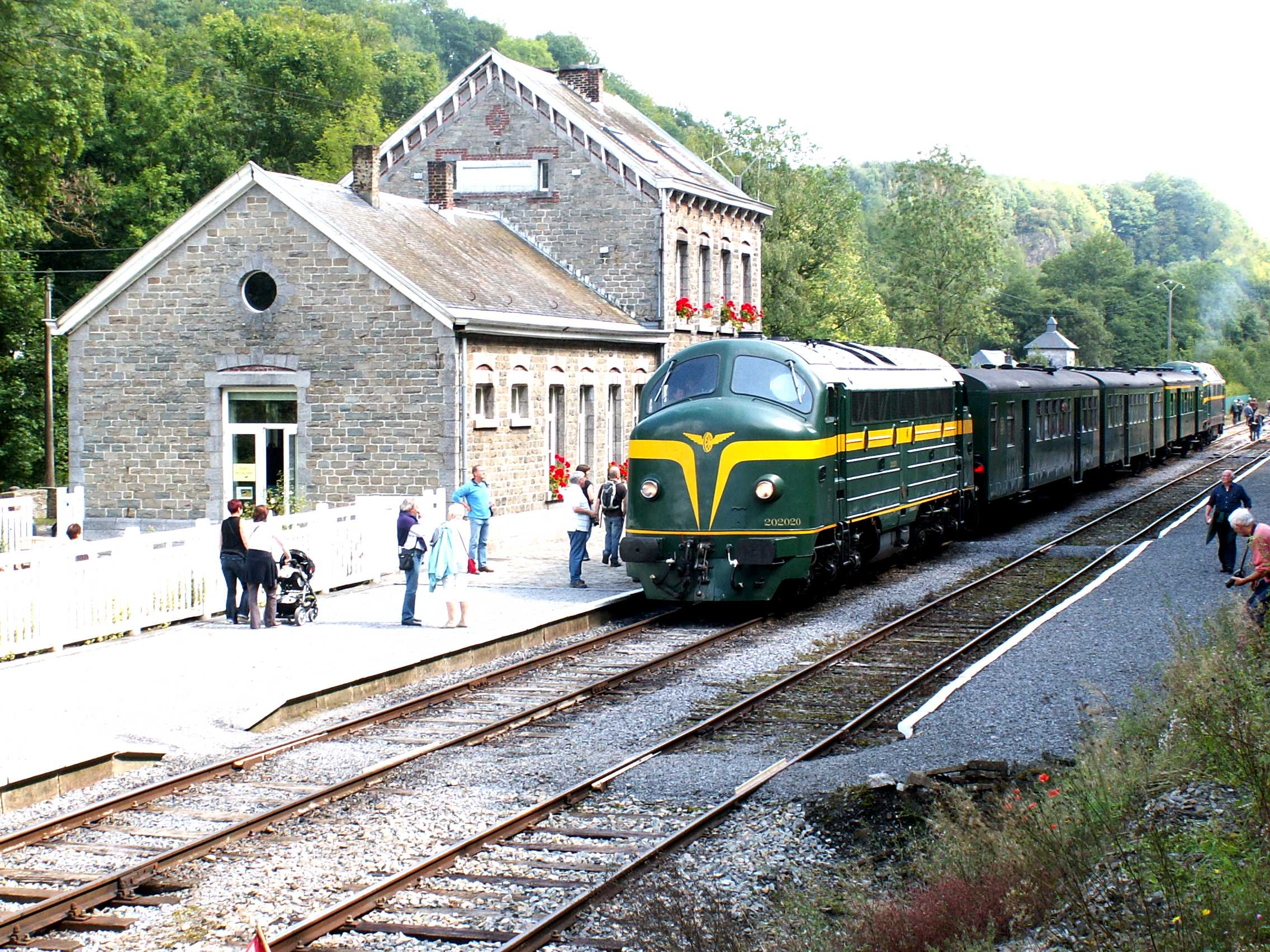
Gare de Dorinne-Durnal.
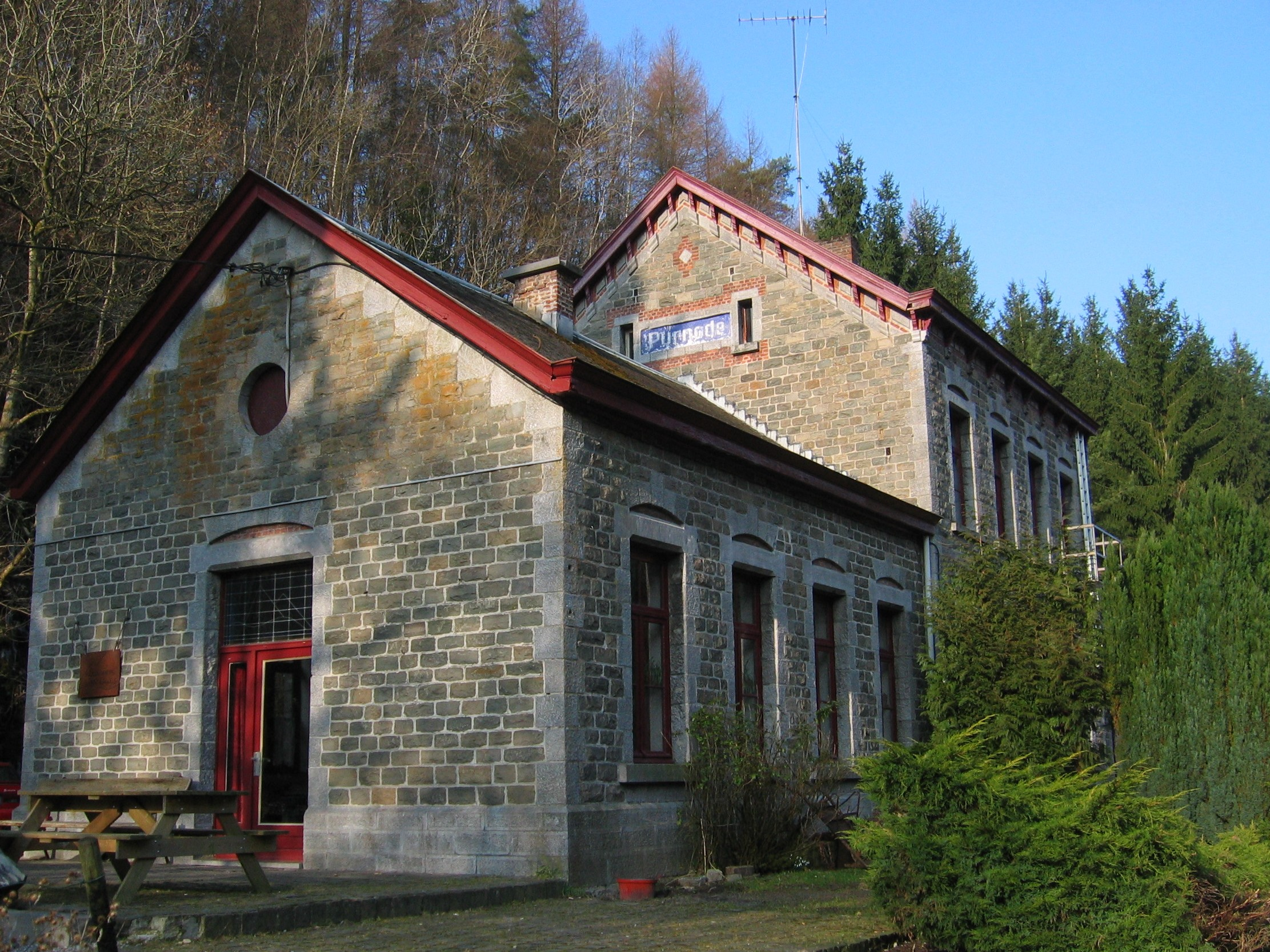
Gare de Purnode.
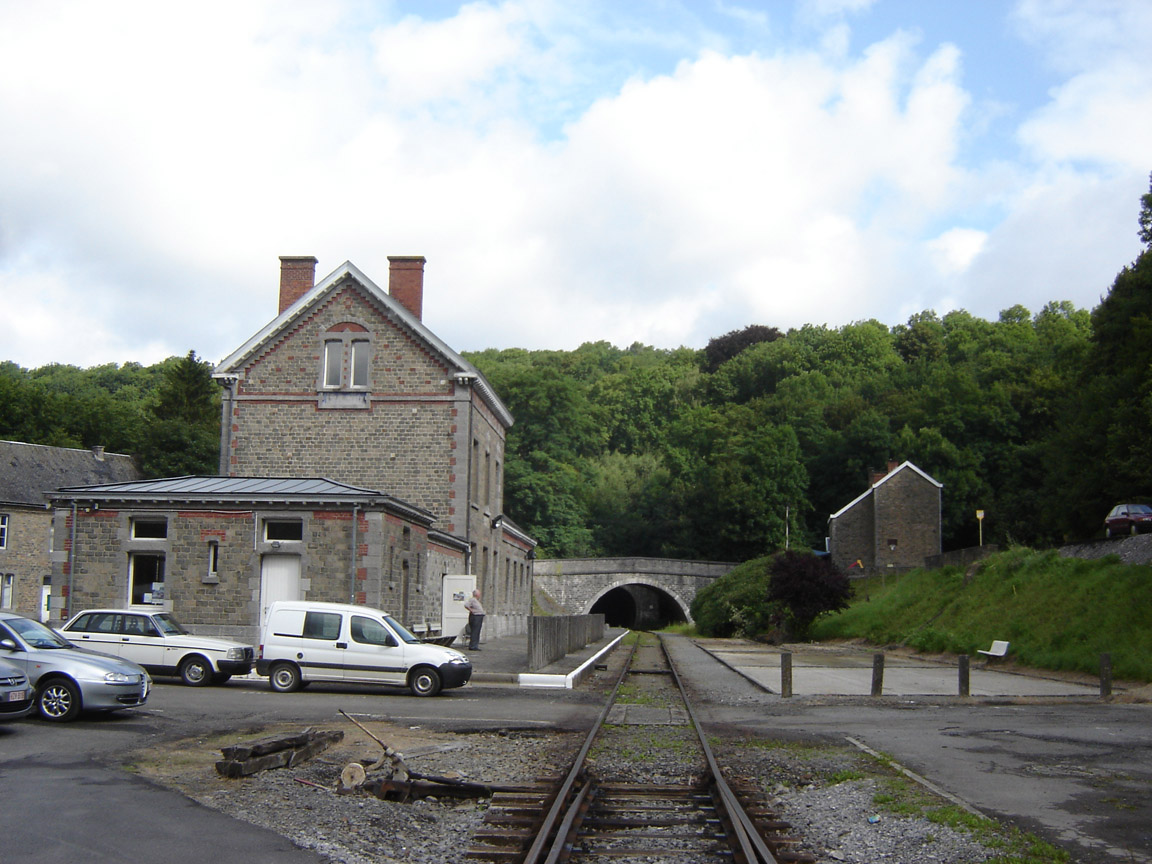
Gare de Spontin.

### Réserve muséale "Retrotrain"
L'ancien atelier de réparation de wagons de la SNCB à proximité de la gare de Saint-Ghislain (appelé CHW en jargon SNCB), inutilisé par son propriétaire, permet désormais la conservation "sous abri" de la majorité de sa collection de matériel roulant, notamment des locomotives électriques, diesels et à vapeur qui sont pas nécessaires à l'exploitation de la ligne musée.
L'association rénove progressivement ce bâtiment (remplacement de la toiture, sécurité anti-intrusion active et passive, entretien des maçonneries et du faisceau de voies...)  avec l'objectif de constituer une réserve visitable.
Une section modélisme y a vu le jour et occupe les locaux autrefois dévolus à l'étage au personnel (bureaux, sanitaires, vestiaires et réfectoire). Plusieurs réseaux y sont en cours de construction ou d'extension continue. La section organise également trois fois par an de grandes bourses d'échange de modèles réduits dans le grand hall de l'atelier.
L'objectif est également d'y pérenniser l'atelier d'entretien du par d'engins à vapeur.

### Atelier d'entretien de Saint-Ghislain
À proximité du bâtiment précédent se trouve l'ancien atelier de traction de Saint-Ghislain (la gare était historiquement le nœud du réseau ferré du Borinage où la SNCB avait concentré ses installations).
Construit en 1966 en remplacement d'un bâtiment adapté à l'entretien des engins vapeur, cet atelier de six voies initialement destiné aux engins diesel est situé à l'extrémité est du complexe ferroviaire.
Le faisceau de voie sera électrifié au début des années 1980, mais la désindustrialisation de la région provoquera la fermeture de l'atelier en 2000, alors que le faisceau de triage conservera une activité réduite pour les clients subsistants. Le bâtiment sera encore partiellement utilisé durant quelques années pour le petit entretien des wagons de ces derniers.

L'association négociera son utilisation à partir de 2011. Après avoir restauré et sécurisé le bâtiment qui était régulièrement victime d’actes de vandalisme, une équipe d’une dizaine de bénévoles s’active à la restauration du matériel roulant et des équipements de la signalisation mécanique, dont le bâti Siemens de la gare de Tertre, destinés à l’exploitation touristique de la ligne 128 du chemin de fer du Bocq entre Ciney, Spontin et Bauche.
La répartition des volets moins prioritaires de la collection historique de la SNCB en 2013 et le départ de l'association de l'atelier de Schaerbeek en 2018 induiront une utilisation maximale de cette nouvelle capacité de stockage et d'entretien.

### Édition
L'association a constitué un important fonds documentaire, et publie elle-même des documents de références sur divers types de supports : En Lignes, un petit feuillet photocopié à usage initial de bulletin de liaison a progressivement fait place à un bimestriel sur papier glacé qui fait office de référence dans le domaine, aux côtés des productions commerciales ou du mensuel des œuvres sociales Le Rail de la SNCB. En Lignes présente désormais l'actualité ferroviaire belge et étrangère ainsi que des articles de nature historique. Il est également toujours le bulletin de liaison de l'association dont il présente les nouvelles.
Le fonds documentaire de l'association est également valorisé à travers d'ouvrages spécialisés, de l'histoire de la signalisation en Belgique jusqu'à une monographie sur les autorails belges ou le plan IC-IR de 1984 en passant par des ouvrages photographiques, l'association participe à la production de littérature ferroviaire belge.
Par ailleurs, le patrimoine photographique est également valorisé à travers l'édition de séries de photos au format «carte postale» et de posters. Une activité qui a permis la diffusion de clichés historiques ou récents de grande qualité, et qui est progressivement supplantée par la diffusion de clichés en ligne.

## Les collections
Une grande partie du matériel préservé se trouve à l'abri-musée de Saint-Ghislain et une partie sur la ligne du Bocq (L-128) :
- 6 locomotives à vapeur, depuis 2017 (à la suite de la chute de timbre de la 64.169) aucune n'est opérationnelle.
- 6 autorails, dont la moitié sont en service sur le Chemin de fer du Bocq.
- Une vingtaine de locomotives diesel (manœuvre et de ligne), dont une majorité sont opérationnelles et quelques-unes officient également sur la ligne touristique.
- 10 locomotives électriques et deux automotrices. Aucune n'est en service, faute d'accès à la caténaire.
- 6 types de voitures à voyageurs belges (K1, M1, I2, I5, Mitropa, TEE), ainsi que deux voitures restaurant allemande (ex vennbahn).
- Une série d'engins de maintenance de l'infrastructure (bourreuse, grue de relevage, voiture atelier, autorail caténaire, remplaceuse de traverses, wagon-nacelle, grues rail-route...).
- Une quinzaine de wagons à marchandises, principalement destinés au stockage de petit matériel et à l'entretien de l'infrastructure.

Les listes suivantes ne sont pas exhaustives et devront être complétées ou actualisées au fil du temps (dernière actualisation en novembre 2024) :

### Locomotives à vapeur
| Matricule                              | Constructeur et date                                          | État actuel                                                  | Origine et informations techniques | Photo |
| -------------------------------------- | ------------------------------------------------------------- | ------------------------------------------------------------ | --- | ----- |
| Chaudière verticale de type IV no 2331 | Cockerill (Seraing - Belgique), 1901                          | Hors service (en cours de restauration cosmétique, exposée). | - Locomotive de type 020T (locomotive-tender à chaudière verticale). - Elle a appartenu à l'industrie "Carrières et Fours à Chaux". - Elle fut cédée fin novembre 2009 à l'association par la ville de Tournai (la locomotive était placée comme "Monument - Port de fleur"). - Sa remise en état de marche n'est pas à l'ordre du jour, le stationnement prolongé à l'extérieur, en monument, ayant sérieusement dégradé sa chaudière. - 5 m, 00 t (20 t en ordre de marche), vitesse maximum : 00 km/h. - Timbre chaudière : 12 kg/cm². - Capacité de la soute à charbon : 000 kg. - Capacité de la soute à eau : 0 000 L (0 m3). - Visible au musée "Rétro-Train" (à Saint-Ghislain). |       |
| La Meuse no 3235                       | La Meuse (Liège - Belgique), 1928                             | Hors service (en cours de restauration complète).            | - Locomotive de type 020T (locomotive-tender). - Elle a appartenu à la glacerie de Saint-Gobain, puis exposée dans la gare de Namur sous le numéro fictif no 55.011. - Elle fut acquise fin 2007 par un membre de l'association. La mécanique est saine mais la chaudière nécessite de sérieuses interventions. Sa restauration progresse cependant extrêmement lentement. - 7 m, 00 t (30 t en ordre de marche), vitesse maximum : 00 km/h. - Timbre chaudière : 12 kg/cm². - Capacité de la soute à charbon : 0 t. - Capacité de la soute à eau : 0 000 L (0 m3). |       |
| Knapsack no 10 (no 3113)               | Lokomotiv-und Waggonbaufabrik Krupp (Essen - Allemagne), 1953 | Hors service (en attente d'une restauration complète).       | - Locomotive de type 030T (locomotive-tender). - Elle fut récupérée "à réviser" en 2015 en Allemagne par l'association. Sélectionnée pour une restauration prioritaire en vue de son engagement sur le Chemin de fer du Bocq (une desserte courte et lente qui convient mieux à des machines conçues pour des dessertes industrielles), l'examen minutieux de son état a révélé des réparations plus complexes qu'initialement estimé. La perspective d'une subvention pour la restauration de la 64.169 place toutefois le projet Knapsack en moindre priorité pour l'association. - 9 m, 32,5 t (43 t en ordre de marche), vitesse maximum : 45 km/h (400 cv). - Timbre chaudière : 14 kg/cm². - Capacité de la soute à charbon : 2 t. - Capacité de la soute à eau : 5 000 L (5 m3). |       |
| P8 - 64.169                            | Schwartzkopff / Hanomag / Henschel (Allemagne), 1921          | Hors service (en cours de révision complète).                | - Locomotive à vapeur de type P8 de conception prussienne, à formule d'essieux "230". - Ex DB, ex CFR. - Elle fut acquise fin 2001 en Roumanie et restaurée sur place (à Cluj-Napoca). - Elle roula entre 2007 et 2017 notamment sur le Chemin de fer du Bocq. Depuis lors, elle est en attente pour une révision complète de sa chaudière (et d’autres éléments). - En 2022, l'association annonce avoir décroché une subvention du commissariat général au Tourisme Wallon pour financer une large partie de cette restauration. - 00 m, 70,7 t (78,2 t en ordre de marche), vitesse maximum : 80 km/h (1180 cv). - Timbre chaudière : 12 kg/cm². - Capacité de la soute à charbon : 5 t. - Capacité de la soute à eau : 22 000 L (22 m3). |       |
| 26.101 (ex BR 52.3554)                 | Krauss-Maffei (Allemagne), 1943                               | Hors service (en attente d'une restauration complète).       | - Locomotive à vapeur de type Kriegslok BR 52 de conception allemande à formule d'essieux "150". - Ex DB, ex PKP. - Livrée à la DR le 30/08/1943, immatriculée BR 52.3554 et entre 1967 et 1993, elle a roulé ensuite pour les PKP (Pologne) sous le numéro Ty2-3554, dépôt de Szczakawa-Jaworzno (réseau de Silésie, traction de trains de charbon qui constituait donc un carburant disponible sur place). - Elle fut ensuite acquise le 16/08/1990 en Pologne par l'association, restaurée dans une version similaire au type 26 de la SNCB, recevant le matricule factice 26.101 qui la place à la suite des 100 machines ayant historiquement constitué ce type. - Elle a assuré des trajets historiques de 1995 à 2005. - Ensuite, le diagnostic de sa chaudière laissait entrevoir de lourdes réparations que l'arrivée de la 64.169 rendait moins prioritaire. Une chaudière de remplacement a ensuite été trouvée, nécessitant moins de travaux. Les montants restent toutefois importants et le fait de ne plus pouvoir faire rouler d'engins historiques sur le réseau belge depuis 2013 a réduit l'opportunité de cette réparation. - Timbre chaudière : 00 kg/cm². - Capacité de la soute à charbon : 8 t. - Capacité de la soute à eau : 26,000 L (26 m3). - 23 m, 00 t (00 t en ordre de marche), vitesse maximum : 80 km/h (1180 cv). |       |

### Autorails
| Matricule                                                     | Constructeur et date                                   | État actuel                                                   | Origine et informations techniques | Photo |
| ------------------------------------------------------------- | ------------------------------------------------------ | ------------------------------------------------------------- | --- | ----- |
| SNCB 4333 (Type 603 - 603.33)                                 | Ateliers métallurgiques de Nivelles, 1954              | Opérationnel (exposé).                                        | - 139 places au total (99 assises + 40 debout) en 2e classe. - 23,8 m, 52,7 t, vitesse maximum : 90 km/h. - Capacité du réservoir à gazole : 900 L. - Mis hors service en 1984. - Acquis en 1988. - Visible au musée "Rétro-Train" (à Saint-Ghislain). |       |
| SNCB 4506 (Type 605 - 605.06)                                 | Ateliers Germain (Monceau-sur-Sambre - Belgique), 1954 | Opérationnel                                                  | - 23,8 m, 54,2 t, vitesse maximum : 100 km/h (356 ch). - Capacité du réservoir à gazole : 700 L. - 139 places au total (93 places assises + 6 strapontins et 40 debout) en 2e classe. - Mis hors service et acquis (fin) 2002. - Il à repris du service sur le Chemin de fer du Bocq depuis 2023. |       |
| SNCB 4602 (Type 554 - 554.02)                                 | Usines Ragheno (Malines - Belgique), 1952              | Opérationnel                                                  | - 32,5 t, 16,2 m, vitesse maximum : 80 km/h (180 ch). - Capacité du réservoir à gazole : 320 L. - 106 places au total (71 places assises et 35 debout) en 2e classe. - Mis hors service en 1983. - Acquis en 1993 via le Stoomtrein Dendermonde-Puurs. - Cette série constitue le cœur de l'exploitation touristique régulière sur le Chemin de fer du Bocq. |       |
| SNCB 4605 (Type 554 - 554.05)                                 | Usines Ragheno (Malines - Belgique), 1952              | Hors service (en cours de restauration complète depuis 2010). | - 32,5 t, 16,2 m, vitesse maximum : 80 km/h (180 ch). - Capacité du réservoir à gazole : 320 L. - 106 places au total (71 places assises et 35 debout) en 2e classe. - Mis hors service et acquis en 1990. |       |
| SNCB 4618 (Type 554 - 554.18)                                 | Usines Ragheno (Malines - Belgique), 1953              | Hors service                                                  | - 32,5 t, 16,2 m, vitesse maximum : 80 km/h (180 ch). - Capacité du réservoir à gazole : 320 L. - 106 places au total (71 places assises et 35 debout) en 2e classe. - Mis hors service et acquis en 1986. - Il n'avait pas été modernisé par la SNCB (sièges en simili cuir, fenêtres à volet basculant, diverses mises à jour électromécaniques et pneumatiques). De ce fait, il avait été restauré en livrée "à deux tons de vert" et immatriculé 554.18. - Sa mécanique est usée et a besoin d'une révision en profondeur. |       |
| SNCB 4906 (Type 553 - 553.06)                                 | Ateliers Germain, 1942                                 | Hors service (en attente d'une restauration complète).        | - Mis en service en 1941. - Mis hors service en 1984. - Préservé depuis 1998. - 120 places au total (77 places assises + 43 debout) en 2e classe. - 16 m, 32 t, vitesse maximum : 66 km/h. - Capacité du réservoir à gazole : 225 L. - En 2020, la restauration cosmétique et mécanique est finalisée, mais le circuit pneumatique reste à réviser. |       |
| SNCB 551.26 (Type 551)                                        | Atelier Central de Malines, 1939                       | Hors service (en attente d'une restauration complète).        | - Autorail pour lignes secondaires. - Ex. type 622 dit «Petit Brossel». - 11,3 m, 22 t, vitesse maximum : 66 km/h. - Capacité du réservoir à gazole : 000 L. - 47 places assises au total en 2e classe. - Mis hors service en 1984. - Préservé depuis 1988. - Après une carrière commerciale relativement courte terminée au dépôt de Gouvy, il fut converti en autorail d'entretien des caténaires pour la brigade de Jemelle et réimmatriculé ES-308, il fut ensuite utilisé comme tracteur sur rail par l'atelier de Bertrix jusqu'en 1984. - il fera l'objet d'une première révision sur place, incluant le démontage des équipements d'entretien de la caténaire subsistant, ce qui lui permit d'assurer par ses propres moyens son transfert vers Schaerbeek, où il fera l'objet d'une sévère dégradation. Entre 2010 et 2012, en collaboration avec une école technique d'Overpelt, les boiseries de l'aménagement intérieur seront totalement reconstruites. La restauration se poursuit depuis, mais en très faible priorité. |       |
| SNCB Draisine d'inspection (Type 2) no 201 (no 380.25.201.60) | Perkins, 1949                                          | Hors service (en attente d'une restauration complète).        | - Ancienne draisine (ou Lorry) d'inspection des voies ferrées mais aussi pour le transport des ouvriers et du matériel requis pour l'entretien des voies. - 7 m, 15 t, vitesse maximum : 70 km/h. - Capacité du réservoir à gazole : 225 L. - Don du musée national (Train World) depuis une date inconnue. - Numéro UIC : Inconnu. |       |

### Locomotives et locotracteurs diesel
| Matricule                                      | Constructeur et date                                                                    | État actuel                                           | Origine et informations techniques | Photo |
| ---------------------------------------------- | --------------------------------------------------------------------------------------- | ----------------------------------------------------- | --- | ----- |
| SNCB 5128 (Type 200 - 200.028)                 | Cockerill (Liège), 1962                                                                 | Hors service (moteur tournant mais non restaurée).    | - Disposition des essieux : deux bogies de 3 essieux moteurs dite Co'Co'. - 20 m, 117 t, vitesse maximum : 120 km/h (1950 ch). - Capacité du réservoir à gazole : 4 000 L (4 m3). - Mise hors service et acquise en août 2001. |       |
| SNCB 5149 (Type 200 - 200.049)                 | Cockerill (Liège), 1962                                                                 | Hors service (en cours de restauration complète).     | - Disposition des essieux : deux bogies de 3 essieux moteurs dite Co'Co'. - 20 m, 117 t, vitesse maximum : 120 km/h (1950 ch). - Capacité du réservoir à gazole : 4 000 L (4 m3). - Mise hors service en 2002. - Acquise en août 2006. |       |
| SNCB 5183 (Type 200 - 200.083)                 | Cockerill (Liège), 1963                                                                 | Opérationnelle                                        | - Disposition des essieux : deux bogies de 3 essieux moteurs dite Co'Co'. - 20 m, 117 t, vitesse maximum : 120 km/h (1950 ch). - Capacité du réservoir à gazole : 4 000 L (4 m3). - Mise hors service en 2001. - Acquise en 2002. - Restauration entre 2004 et 2009 en livrée verte "1970" avec 4 feux (rouges + blancs) sur une face contre trois (blancs) sur l'autre. - En état de marche et en service sur le Chemin de fer du Bocq. |       |
| SNCB 5117 & 51xx? (Type 200 - 200.017/200.0xx) | Cockerill (Liège), 1962-3.                                                              | Hors service (servent de banque d'organes).           | - Disposition des essieux : deux bogies de 3 essieux moteurs dite Co'Co'. - 20 m, 117 t, vitesse maximum : 120 km/h (1950 ch). - Capacité du réservoir à gazole : 4 000 L (4 m3). - Ces locomotives ont transité par l'association, pour servir de banques de pièces de rechange. La 5117 à, un temps, portée une livrée bleue comme c'était le cas du prototype 5001 dont elle a également porté le matricule à cette occasion. |       |
| SNCB 5205 (Type 202 - 202.005)                 | Anglo-Franco-Belge (La Croyère), 1955                                                   | Opérationnelle                                        | - Disposition des essieux : deux bogies de 3 essieux moteurs dite Co'Co'. - 18 m, 108 t, vitesse maximum : 140 km/h (réduit à 120 km/h en 1980). - Capacité du réservoir à gazole : 3 500 L (3,5 m3). - Elle fut acquise en assez bon état général en 2013 et restaurée entre 2014 et 2015. Elle porte des cabines flottantes, à la suite d'une transformation par la SNCB en 1982. - Elle est en état de marche et en service sur le Chemin de fer du Bocq. |       |
| CFL 1602 (CFL 1600)                            | Anglo-Franco-Belge (La Croyère), 1955                                                   | Hors service                                          | - Disposition des essieux : deux bogies de 3 essieux moteurs dite Co'Co'. - 19 m, 108 t, vitesse maximum : 140 km/h (réduit à 120 km/h en 1980). - Capacité du réservoir à gazole : 3 500 L (3,5 m3). - Numéro UIC : 92 88 20-50 307-8. - Elle fut acquise en 1998 auprès de Marklin Belgique qui l'avait achetée aux CFL en 1995, après son retrait du service commercial. Elle officiera pour l'association de 1999 à 2019, repeinte en livrée SNCB simplifiée et renuméroté 202.020 (numéro qu'elle aurait porté si la SNCB ne l'avait pas cédée aux CFL dès son acquisition). C'était, pour l'association, l'opportunité de disposer d'un engin de ce type avec une carrosserie toujours d'origine (cabines de conduite aux formes arrondies). Elle fut engagée sur le réseau national et sur le Chemin de fer du Bocq. - En état de marche mais atteint la limite d'entretien de sa chaine de traction. |       |
| CFL 1603 (CFL 1600)                            | Anglo-Franco-Belge (La Croyère), 1955                                                   | Hors service                                          | - Disposition des essieux : deux bogies de 3 essieux moteurs dite Co'Co'. - 19 m, 108 t, vitesse maximum : 140 km/h (réduit à 120 km/h en 1980). - Capacité du réservoir à gazole : 3 500 L (3,5 m3). - La sœur de la locomotive précédente, restées dans sa livrée luxembourgeoise, fut acquise en 2005 dans le cadre de la liquidation de l'asbl Vennbahn. - Le Moteur est tournant mais une révision de sa génératrice principale doit être réalisée. |       |
| SNCB 5519 (Type 205 - 205.019)                 | La Brugeoise et Nivelles, 1961                                                          | Opérationnelle                                        | - Disposition des essieux : deux bogies de 3 essieux moteurs dite Co'Co'. - 19 m, 110 t, vitesse maximum : 120 km/h. - Capacité du réservoir à gazole : 4 000 L (4 m3). - Repeinte en livrée bleue en 2020. - Mise hors service et acquise en 2022. - Elle est équipée du système de sécurité moderne TBL1+ (elle est également autorisée à circuler sur le réseau national (Infrabel) jusqu'à fin 2025). - Numéro UIC : 92 88 0055 019-8 B-PFT |       |
| SNCB 5540 (Type 205 - 205.040)                 | La Brugeoise et Nivelles, 1962                                                          | Hors service (sert de banque d'organes pour la 5519). | - Disposition des essieux : deux bogies de 3 essieux moteurs dite Co'Co'. - 19 m, 110 t, vitesse maximum : 120 km/h. - Capacité du réservoir à gazole : 4 000 L (4 m3). - Numéro UIC : 92 88 0055 040-48. - Mise hors service et acquise en 2022. |       |
| SNCB 5927 (Type 201 - 201.027)                 | Cockerill (Liège), 1955                                                                 | Hors service                                          | - Disposition des essieux : deux bogies de 2 essieux moteurs dite Bo'Bo'. - 16 m, 87 t, vitesse maximum : 120 km/h (1.950 ch). - Capacité du réservoir à gazole : 4 000 L (4 m3). - Mise hors service en 1987. - Acquise auprès d'un particulier fin 1993. - Elle est ensuite entrée en révision, mais en faible priorité vu la disponibilité de la 5941. - La révision cosmétique est terminée (avec l'adoption de la livrée verte simplifiée dite "à mouette") alors qu'il reste des éléments mécaniques à réviser. |       |
| SNCB 5941 (Type 201 - 201.041)                 | Cockerill (Liège), 1955                                                                 | Opérationnelle                                        | - Disposition des essieux : deux bogies de 2 essieux moteurs dite Bo'Bo'. - 16 m, 87 t, vitesse maximum : 120 km/h (1.950 ch). - Capacité du réservoir à gazole : 4 000 L (4 m3). - Mise hors service en 1988. - Cette locomotive est le second engin de ligne acquis par l'association en 1993. - Restaurée après la 6077, elle est présentée en 2004 dans la livrée verte "1970". |       |
| SNCB 6077 (Type 210 - 210.077)                 | Cockerill (Liège), 1965                                                                 | Opérationnelle                                        | - Disposition des essieux : deux bogies de 2 essieux moteurs dite Bo'Bo'. - 17 m, 79 t, vitesse maximum : 120 km/h. - Capacité du réservoir à gazole : 5 000 L (5 m3). - Mise hors service en 1986. - Cette locomotive est le premier engin de ligne acquis par l'association en 1989. - Restaurée en 1992 dans la livrée verte qu'elle portait encore à la fin de son exploitation (avec cependant une immatriculation ancienne "210.067" sur l'une de ses faces d'about), elle a assuré de nombreux voyages et transferts de matériel de l'association pendant trente ans. - Numéro UIC : 94 88 10-50 303-7. |       |
| SNCB 6106 (Type 211 - 211.006)                 | Cockerill (Liège), 1965                                                                 | Opérationnelle                                        | - Disposition des essieux : deux bogies de 2 essieux moteurs dite Bo'Bo'. - 17 m, 78 t, vitesse maximum : 120 km/h. - Capacité du réservoir à gazole : 5 000 L (5 m3). - Mise hors service en 1985. - Acquise fonctionnelle fin 1993 auprès d'un particulier proche d'une autre association, elle a conservé la livrée jaune qui lui avait été appliquée en fin de service commercial. - Numéro UIC : 94 88 10-50 302-9. |       |
| SNCB 6289 (Série 62 - Type 212 - 212.089)      | General Motors (motorisation) & La Brugeoise et Nivelles (caisse et assemblage), 1966   | Hors service                                          | - Disposition des essieux : deux bogies de 2 essieux moteurs dite Bo'Bo'. - 16 m, 80 t, vitesse maximum : 120 km/h. - Capacité du réservoir à gazole : 3 000 L (3 m3). - Mise hors service en 2003. - Acquise en 2005. - Elle reçut rapidement une nouvelle couche de peinture, mais il apparut rapidement qu'une révision complète serait nécessaire. Celle-ci eut lieu en très basse priorité. - La perspective de la voir circuler de nouveau sur le réseau, profitant des adaptations appliquées à ses sœurs qui restent en service chez Infrabel pourrait faire évoluer la situation. - Numéro UIC : 92 88 00-62 089. |       |
| SNCB 7005 (Série 70 - Type 270 - 270.005)      | Baume et Marpent, 1954                                                                  | Hors service                                          | - Disposition des essieux : deux bogies de 2 essieux moteurs dite Bo'Bo'. - 12 m, 84,6 t, vitesse maximum : 60 km/h. - Capacité du réservoir à gazole : 3 500 L (3,5 m3). - Acquise en 2001 (en bon état), révisée et repeinte en 2002. |       |
| SNCB 7103 (Série 71 - Type 271 - 271.003)      | Baume et Marpent, 1957                                                                  | Hors service                                          | - Disposition D - 4 essieux accouplés par bielles. - 11 m, 90 t, vitesse maximum : 50 km/h. - Capacité du réservoir à gazole : 3 000 L (3 m3). - Mise hors service et préservée en 1979. - Cédé à l'asbl par le musée national (Train World) en 2013. - Elle n'a pas encore fait l'objet d'une restauration complète. Son historique d'engin peu fiable laisse peu de perspective de la revoir rouler par ses propres moyens. |       |
| SNCB 7305 (Série 73 - Type 273 - 273.005)      | Brugeoise et Nivelles, 1965                                                             | Opérationnelle                                        | - Disposition C - 3 essieux accouplés par bielles. - 11 m, 59 t, vitesse maximum : 60 km/h. - Capacité du réservoir à gazole : 3 000 L (3 m3). - Mise hors service en 2004. - Acquise en 2010 et repeinte en livrée d'origine avec matricule à 4 chiffres en 2019. - Elle est active sur le Chemin de fer du Bocq. |       |
| SNCB 7324 (Série 73 - Type 273 - 273.024)      | Brugeoise et Nivelles, 1966                                                             | Opérationnelle                                        | - Disposition C - 3 essieux accouplés par bielles. - 11 m, 59 t, vitesse maximum : 60 km/h. - Capacité du réservoir à gazole : 3 000 L (3 m3). - Mise hors service en 2004. - Acquise en 2010 et officie depuis comme engin de manœuvre au musée "Rétro-Train" (à Saint-Ghislain) où sa carrosserie est progressivement restaurée. |       |
| SNCB 7325, 7358 & 7341 (Série 73 - Type 273)   |                                                                                         | Hors service (servent comme banque d'organes).        | - Disposition C - 3 essieux accouplés par bielles. - 11 m, 59 t, vitesse maximum : 60 km/h. - Capacité du réservoir à gazole : 3 000 L (3 m3). - Ces locomotives ont transité par l'association pour servir comme banque d'organes. - La 7341 fut par ailleurs active sur le Chemin de fer du Bocq jusqu'à l'arrivée de la 7402 en 2017. Elle reçut une nouvelle peinture en 2013. |       |
| SNCB 7402 (Série 74)                           | Brugeoise et Nivelles, 1977                                                             | Opérationnelle                                        | - Cette locomotive est issue de cette petite série de 10 engins dérivée directement de la série 73 dont elle reprend la carrosserie, mais comportant un moteur plus puissant construite par Anglo-Belgian Corporation. - Disposition C - 3 essieux accouplés par bielles. - 11 m, 59 t, vitesse maximum : 60 km/h. - Capacité du réservoir à gazole : 3 000 L (3 m3). - Mise hors service en 2014. - Elle fut acquise en bon état en 2017, à la suite de la radiation de la série, elle est affectée directement au Chemin de fer du Bocq. |       |
| SNCB 8061 (Série 80 - Type 260 - 260.061)      | La Brugeoise et Nivelles, 1963                                                          | Hors service                                          | - Disposition C - 3 essieux accouplés par bielles. - 10 m, 52 t, vitesse maximum : 60 km/h. - Capacité du réservoir à gazole : 1 500 L (1,5 m3). - Mise hors service en 2002. - Acquise en 2003 (est en état de marche, bien que non restaurée). |       |
| SNCB 8223 (Type 262 - 262.023)                 | Ateliers Belges Réunis (Belgique), 1966                                                 | Opérationnelle                                        | - Disposition C - 3 essieux accouplés par bielles. - 11 m, 57 t, vitesse maximum : 60 km/h. - Capacité du réservoir à gazole : 3 000 L (3 m3). - Cette locomotive a été pourvue d'un chasse-neige (retiré). - Vendue à Infrabel (par la SNCB) en 2003. - Mise hors service en 2022. - Acquise en mars 2024. |       |
| SNCB 8320 (Série 83 - Type 253 - 253.020)      | Cockerill, 1956                                                                         | Hors service                                          | - Disposition C - 3 essieux accouplés par bielles. - 10 m, 57 t, vitesse maximum : 50 km/h. - Capacité du réservoir à gazole : 3 000 L (3 m3). - Mise hors service en 1994. - Acquise en 2003. |       |
| SNCB 8428 (Série 84 - Type 254 - 254.028)      | Ateliers Belges Réunis, 1963                                                            | Hors service                                          | - Disposition C - 3 essieux accouplés par bielles. - 10 m, 55 t, vitesse maximum : 50 km/h. - Capacité du réservoir à gazole : 3 000 L (3 m3). - Mise hors service et acquise en 2001. - En état de marche, et n'a pas encore fait l'objet d'une restauration. - Elle a circulé sur le Chemin de fer du Bocq jusqu'à l'arrivée de la 7305 en 2010. |       |
| SNCB 8524 (Série 85 - Type 252 - 252.024)      | FUF HSP, 1956                                                                           | Hors service                                          | - Disposition C - 3 essieux accouplés par bielles. - 10 m, 57,3 t, vitesse maximum : 50 km/h. - Capacité du réservoir à gazole : 3 000 L (3 m3). - Mise hors service en 2001. - Acquise en 2002, en état de marche (n'a pas encore fait l'objet d'une restauration complète). |       |
| SNCB 9101 (Série 91 - Type 230 - 230.001)      | Cockerill, 1961                                                                         | Hors service (sert de banque d'organes pour le 9135). | - Disposition B - 2 essieux accouplés par bielles. - 6 m, 35 t, vitesse maximum : 40 km/h. - Capacité du réservoir à gazole : 360 L. - Acquis en 2017. - Premier engin de sa série, ayant initialement servi au dépôt de Ciney et donc sur la ligne du Bocq pour y rationaliser le trafic de cabotage. |       |
| SNCB 9135 (Série 91 - Type 230 - 230.135)      | Ateliers Belges Réunis ou La Brugeoise et Nivelles, 1961                                | Hors service (en cours de restauration complète).     | - Disposition B - 2 essieux accouplés par bielles. - 6 m, 35 t, vitesse maximum : 40 km/h. - Capacité du réservoir à gazole : 360 L. - Mis hors service en 2013. - Acquis en 2015. |       |
| SNCB 9209 (Série 92 - Type 232 - 232.009)      | La Brugeoise et Nivelles, 1960                                                          | Opérationnelle                                        | - Disposition C - 3 essieux accouplés par bielles. - 10 m, 50 t, vitesse maximum : 45 km/h. - Capacité du réservoir à gazole : 2 400 L (2,4 m3). - Mis hors service en 1995. - Acquis fin 2001 et restaurée entre 2003 et 2008. |       |
| CFL 802 & 806 (CFL série 800)                  | Anglo-Franco-Belge (sous licence de GM-EMD) à La Croyère, 1954                          | Hors services                                         | - Disposition des essieux : deux bogies de 3 essieux moteurs dite Bo'Bo'. - 13 m, 74 t, vitesse maximale : 80 km/h (360 cv). - Capacité du réservoir à gazole : 3 500 L (3,5 m3). - 802 : Mis hors service en 2010. Acquis en 2015. - 806 : Mis hors service en 2006. Acquis en 2010. |       |
| DB V36 - ABL no 42550                          | Babelsberg Orenstein & Koppel (Allemagne), 1940                                         | Opérationnelle                                        | - Disposition C - 3 essieux accouplés par bielles. - 9,2 m, 40 t, vitesse maximale : 60 km/h (360 cv). - Capacité du réservoir à gazole : 1 500 L (1,5 m3). - Cette motrice, abandonnée par l'occupant à la libération et récupérée par l'armée Anglaise qui la céda ensuite à l'armée Belge ou elle servit jusqu'en 2003, principalement sur le raccordement de la base de Brasschaat. - Acquise en 2009, en état de marche. |       |
| DB V36 - CCB no 215 & 216                      | Fabriquée par divers fabricants dont Orenstein & Koppel (Allemagne) entre 1937 et 1950. | Ferraillers                                           | - Disposition C - 3 essieux accouplés par bielles. - 00 m, 74 t, vitesse maximale : 80 km/h (360 cv). - Ces deux engins, actifs auprès de la Compagnie des ciments belges depuis la fin de la seconde guerre mondiale jusqu'à 1993, puis acquises par l'association, n'ont pu recevoir la priorité suffisante pour être prises en charge. Elles ont été ferraillées en 2018, lorsque l'association n'a plus pu entreposer de matériel à Schaerbeek. |       |

### Locomotives électriques
| Matricule                              | Constructeur et date                   | État actuel             | Origine et informations techniques | Photo |
| -------------------------------------- | -------------------------------------- | ----------------------- | --- | ----- |
| SNCB 1504 (Type 150 - 150.004)         | La Brugeoise et Nivelles/ACEC, 1962    | Hors service (exposée). | - Tritension : 1.500/3.000/25.000kv. - Disposition des essieux : deux bogies de 2 essieux moteurs dite Bo'Bo'. - 17 m, 77 t, vitesse maximum : 160 km/h. - Mise hors service en 2009. - Préservée depuis 2010. - Visible au musée "Rétro-Train" (à Saint-Ghislain).             |       |
| SNCB 1608 (Type 160 - 160.008)         | La Brugeoise et Nivelles/ACEC, 1966    | Hors service (exposée). | - Quadritension : 1.500/3.000/15.000/25.000kv. - Disposition des essieux : deux bogies de 2 essieux moteurs dite Bo'Bo'. - 16 m, 82,6 t, vitesse maximum : 160 km/h. - Mise hors service en 2009. - Préservée depuis 2011. - Visible au musée "Rétro-Train" (à Saint-Ghislain). |       |
| SNCB 1805 (Série 18 - Première du nom) | La Brugeoise et Nivelles/Alsthom, 1974 | Hors service (exposée). | - Quadritension : 1.500/3.000/15.000/25.000kv. - Disposition des essieux : deux bogies de 3 essieux moteurs dite C'C'. - 22 m, 113 t, vitesse maximale : 180 km/h. - Mise hors service en 1999. - Préservée depuis 2001. - Visible au musée "Rétro-Train" (à Saint-Ghislain).   |       |
| SNCB 2021                              | La Brugeoise et Nivelles/ACEC, 1977    | Hors service (exposée). | - Monotension : 3.000kv. - Disposition des essieux : deux bogies de 3 essieux moteurs dite Co'Co'. - 19 m, 110 t, vitesse maximum : 160 km/h. - Mise hors service en 2012. - Préservée depuis 2014. - Visible au musée "Rétro-Train" (à Saint-Ghislain).                        |       |
| SNCB 2201 (Type 122 - 122.001)         | La Brugeoise et Nivelles/ACEC, 1953    | Hors service (exposée). | - Monotension : 3.000kv. - Disposition des essieux : deux bogies de 2 essieux moteurs dite Bo'Bo'. - 18 m, 87 t, vitesse maximum : 130 km/h. - Mise hors service en 2003. - Préservée depuis 2009. - Visible au musée "Rétro-Train" (à Saint-Ghislain).                         |       |
| SNCB 2309 (Type 123 - 123.009)         | La Brugeoise et Nivelles, 1956         | Hors service (exposée). | - Monotension : 3.000kv. - Disposition des essieux : deux bogies de 2 essieux moteurs dite Bo'Bo'. - 18 m, 93 t, vitesse maximum : 130 km/h. - Mise hors service en 2012. - Préservée depuis 2013. - Visible au musée "Rétro-Train" (à Saint-Ghislain).                         |       |
| SNCB 2551 (Type 125 et 140 - 140.051)  | La Brugeoise et Nivelles/ACEC, 1960    | Hors service (exposée). | - Monotension : 3.000kv. - Disposition des essieux : deux bogies de 2 essieux moteurs dite Bo'Bo'. - 18 m, 85 t, vitesse maximum : 130 km/h. - Mise hors service en 2009. - Préservée depuis 2011. - Visible au musée "Rétro-Train" (à Saint-Ghislain).                         |       |
| SNCB 2629 (Type 126 - 126.029)         | La Brugeoise et Nivelles/ACEC, 1950    | Hors service (exposée). | - Monotension : 3.000kv. - Disposition des essieux : deux bogies de 2 essieux moteurs dite Bo'Bo'. - 17 m, 82,4 t, vitesse maximum : 130 km/h. - Mise hors service en 2011. - Préservée depuis 2012. - Visible au musée "Rétro-Train" (à Saint-Ghislain).                       |       |
| SNCB 2801 (Type 120 - 120.001)         | Baume et Marpent, 1950                 | Hors service            | - Monotension : 3.000kv. - Disposition des essieux : deux bogies de 2 essieux moteurs dite Bo'Bo'. - 17 m, 85 t, vitesse maximum : 130 km/h. - Mise hors service en 1998. - Préservée depuis 2004. - Cédé à l'asbl par le musée national (Train World) en 2014.                 |       |
| SNCB 2913 (Type 101 - 101.013)         | Baume et Marpent, 1949                 | Hors service            | - Monotension : 3.000kv. - Disposition des essieux : deux bogies de 2 essieux moteurs dite Bo'Bo'. - 13 m, 81,5 t, vitesse maximum : 100 km/h. - Mise hors service en 1984. - Cédé à l'asbl par le musée national (Train World) en 2011.                                        |       |

### Automotrices électriques
| Matricule                                                                                   | Constructeur et date         | État actuel                         | Origine et informations techniques | Photo |
| ------------------------------------------------------------------------------------------- | ---------------------------- | ----------------------------------- | --- | ----- |
| SNCB Automotrice électrique "classique" no 027 - Série 00 - Type 1950 - AM50 - (no 228.027) | La Brugeoise & Delcuve, 1950 | Hors service (exposée, à vendre ?). | - Monotension : 3.000kv. - Automotrice composée de 2 éléments. - Disposition des essieux A1-A1 + A1-A1. - 45 m, 93 t, vitesse maximum : 130 km/h. - Mise hors service en 1995. - Préservée depuis 1996. - Cédé par le musée national (Train World) en 2013. - Visible au musée "Rétro-Train" (à Saint-Ghislain). |       |
| SNCB Automotrice électrique "classique" no 082                                              | La Brugeoise & Delcuve, 1955 | Hors service                        | - Monotension : 3.000kv. - Automotrice composée de 2 éléments. - Disposition des essieux A1-A1 + A1-A1. - 45 m, 106 t, vitesse maximum : 130 km/h. - Mise hors service en 1995. - Préservée depuis fin 1997. |       |

### Voitures à voyageurs
| Matricule                                                                   | Constructeur et date                                          | État actuel                                            | Origine et informations techniques | Photo |
| --------------------------------------------------------------------------- | ------------------------------------------------------------- | ------------------------------------------------------ | --- | ----- |
| SNCB Voiture K1 - A9 (1re classe) - no 21.019                               | Baume et Marpent, 1934                                        | Opérationnelle                                         | - 23 m, 43 t, vitesse maximum : 140 km/h. - 70 places au total (64 places assises + 6 strapontins). - Numéro UIC : 50 88 18-66 003-9. - Cette voiture a été rachetée au Stoom Stichting Nederland (Pays-Bas) en 2011. |       |
| SNCB Voiture K1 - A9 (1re classe) - no 21.122                               | Baume et Marpent, 1935                                        | Opérationnelle                                         | - 23 m, 43 t, vitesse maximum : 140 km/h. - 76 places au total (72 places assises + 4 strapontins). - Numéro UIC : 50 88 19-48 021-3. - Acquise en 2002. |       |
| SNCB Voiture K1 - A9 (1re classe) - no 21.125                               | Baume et Marpent, 1935                                        | Hors service (en attente d'une restauration complète). | - 23 m, 43 t, vitesse maximum : 140 km/h. - 76 places au total (72 places assises + 4 strapontins). - Numéro UIC : 50 88 19-48 024-7. - Acquise en novembre 2002. |       |
| SNCB Voiture K1 - A9 (1re classe) - no 21.127                               | Baume et Marpent, 1935                                        | Opérationnelle                                         | - 23 m, 43 t, vitesse maximum : 140 km/h. - 76 places au total (72 places assises + 4 strapontins). - Numéro UIC : 50 88 19-48 026-2. - Acquise en novembre 2002. |       |
| SNCB Voiture K1 - B7D (2e classe + fourgon) - no 29.126                     | Braine-le-Comte, 1934                                         | Opérationnelle                                         | - 23 m, 43 t, vitesse maximum : 140 km/h. - 69 places assises. - Numéro UIC : 50 88 82-48 013-2. - Cette voiture a été rachetée au Stoom Stichting Nederland (Pays-Bas) en 2011. |       |
| SNCB Voiture K1 - B11 (3e classe) - no 22.004                               | Ateliers de Familleureux, 1934                                | Opérationnelle                                         | - 23 m, 43 t, vitesse maximum : 140 km/h. - 108 places assises. - Numéro UIC : 50 88 21-48 004-5. |       |
| SNCB Voiture K3 - B11 (2e classe) - no 22.429                               | Atelier Central de Malines, 1957                              | Opérationnelle                                         | - 23 m, 36 t, vitesse maximum : 140 km/h. - 108 places assises. - Numéro UIC : 50 88 21-48 328-8. |       |
| SNCB Voiture M1 - B8 (2e classe) - no 42.002 (voiture prototype "courte")   | Nivelles, 1935                                                | Hors service (épave).                                  | - 19 m, 39 t, vitesse maximum : 120 km/h. - 77 places assises. - Numéro UIC : 50 88 27-26 602-6. |       |
| SNCB Voiture M1 - B10 (2e classe) - no 42.097                               | Anglo-Franco-Belge, 1937                                      | Opérationnelle                                         | - 22 m, 44 t, vitesse maximum : 120 km/h. - 94 places assises. - Numéro UIC : 50 88 29-26 644-6. |       |
| SNCB Voiture M1 - A5B4 (1re/2e classe) - no 43.045                          | La Brugeoise et Nicaise et Delcuve, 1937                      | Opérationnelle                                         | - 22 m, 38 t, vitesse maximum : 120 km/h. - 38/36 places assises. - Numéro UIC : 50 88 38-26 624-7. |       |
| SNCB Voiture M1 - B8Dx (voiture pilote de 2e classe + fourgon) - no 49.108  | Ateliers de Seneffe, 1937                                     | Hors service (épave).                                  | - 22 m, 42 t, vitesse maximum : 120 km/h. - 77 places assises. - Numéro UIC : 50 88 82-26 649-9. |       |
| SNCB Voiture M2 - A10 (1re classe) - no 41.016                              | Ateliers de Familleureux, 1959                                | Opérationnelle                                         | - 24 m, 35 t, vitesse maximum : 80 km/h. - 68 places assises. - Numéro UIC : 50 88 18-48 616-1. - Restaurée et en état de marche sur le Chemin de fer du Bocq. |       |
| SNCB Voiture I2 - AR - R Buffet/Resto (1er classe + buffet) - no 11.901     | Usines Ragheno, 1952                                          | Hors service                                           | - Voiture construite sous le numéro no 11.127. - 22 m, 32 t, vitesse maximum : 160 km/h. - Transformé en version "Buffet" en 1963. - 38 places au total (18 assises + 20 pour la partie buffet). - Acquise en septembre 1989. - Numéro UIC : 51 88 84-80 201-9.                                                                 |       |
| SNCB Voiture I2 - AR - R Buffet/Resto AR (1er classe + buffet) - no 11.915  | Usines Ragheno, 1952                                          | Hors service (épave).                                  | - Voiture construite sous le numéro no 11.908. - 22 m, 32 t, vitesse maximum : 160 km/h. - Transformé en version "Buffet" en 1963. - 38 places au total (18 assises + 20 pour la partie buffet). - Acquise auprès du CFV3V en 1996. - Vendue au Stoomtrein Dendermonde-Puurs en février 2025. - Numéro UIC : 51 88 84-80 208-4. |       |
| SNCB Voiture I5 - Bc10 (2e classe) - no 14.512                              | La Brugeoise, Nicaise et Delcuve, 1967                        | Opérationnelle                                         | - Ancienne voiture internationale couchette. - 26 m, 47 t, vitesse maximum : 160 km/h. - 60 places assises (et couchettes) ainsi que 6 compartiments de 6 couchettes superposées. - Numéro UIC : 51 88 50-80 512-9. |       |
| SNCB Voiture "TEE" (Trans-Europ-Express) PBA - B9½tu - (2e classe) - no 151 | La Brugeoise et Nivelles, 1964                                | Hors service (exposée).                                | - 25 m, 49 t, vitesse maximum : 160 km/h. - 76 places assises. - Mise hors service en 1997. - Cédée par le musée national à l'asbl depuis une date inconnue. - Visible au musée "Rétro-Train" (à Saint-Ghislain). - Numéro UIC : 61 88 29-89 980-5.                                                                             |       |
| DB Voiture "Mitropa"                                                        | Deutsche Reichsbahn Gothaer Waggonfabrik AG (Allemagne), 1961 | Opérationnelle                                         | - Cette voiture est immatriculée no 50 88 08-20 002-8 P. - 25 m, 00 t, vitesse maximum : 000 km/h. - 42 places assises. - Acquise en 2011 (à la suite de la faillite de l'asbl Vennbahn). Elle est utilisée depuis comme voiture restaurant (à quai ou en ligne) sur le Chemin de fer du Bocq.                                  |       |
| DB Voiture "Halbertstadt"                                                   | Ausbesserungswerke Halbertstadt, 1975                         | Opérationnelle                                         | - Cette voiture buffet est immatriculée no 50 88 08-20 001-1 P. - 19 m, 00 t, vitesse maximum : 000 km/h. - 24 places assises. - Acquise en 2011 (à la suite de la faillite de l'asbl Vennbahn). Eelle est utilisée depuis comme voiture bar et local commercial sur le Chemin de fer du Bocq.                                  |       |
| SNCB Remorque d'autorail no 734.05 (Type 734 - RAW B8 - A6D)                | Atelier Central de Malines, 1956                              | Hors service (exposée).                                | - Voiture construite sous le no 73.405. - 16 m, 20 t, vitesse maximum : 90 km/h. - 78 places au total (58 places assises + 20 debout) en 2e classe. - Cédée à l'asbl par le musée national (Train World) depuis une date inconnue. - Visible au musée "Rétro-Train" (à Saint-Ghislain). - Numéro UIC : 50 88 27-29 584-3.       |       |
| SNCB Remorque d'autorail no 732.10 (Type 732 - RAW B6)                      | Ateliers Métallurgiques de Nivelles, 1954                     | Opérationnelle (exposée).                              | - 12 m, 20 t, vitesse maximum : 80 km/h. - 78 places au total (58 places assises + 20 debout) en 2e classe. - Mis hors service en novembre 1984. - Acquise en 1987. - Visible au musée "Rétro-Train" (à Saint-Ghislain). - Numéro UIC : 50 88 24-29 582-0.                                                                      |       |

### Voitures spéciales
| Matricule                                                                         | Constructeur et date           | État actuel                      | Origine et informations techniques | Photo |
| --------------------------------------------------------------------------------- | ------------------------------ | -------------------------------- | --- | ----- |
| SNCB - Fourgon Générateur no 77.019                                               | Le Roeulx, 1934                | Hors service                     | - 15 m, 46 t, vitesse maximum : 140 km/h. - Transformé en 1972. - Mis hors service en 2005. - Aquis en 2003. - Numéro UIC : 50 88 92 66 907-0. |       |
| SNCB - Fourgon Générateur no 77.023                                               | Le Roeulx, 1935                | Opérationnel (depuis août 2023). | - 15 m, 46 t, vitesse maximum : 140 km/h. - Transformé en 1972. - Mis hors service en 2005. - Aquis en 2003. - Numéro UIC : 50 88 92 66 911-2. - Ce fourgon-générateur a été restauré cosmétiquement (en livrée bleue ciel) en août 2023 et a été baptisé "Michel" en hommage à un membre de l'asbl parti trop tôt. |       |
| Infrabel - Voiture du Train de Relevage/Voiture de secours de Schaerbeek no 00052 | Usines Ragheno (Malines), 1933 | Opérationnelle                   | - Cette voiture de secours provient de l'atelier de Schaerbeek (Bruxelles). Elle sert de voiture service lors des travaux de voies sur le Chemin de fer du Bocq. - 00 m, 00 t, vitesse maximum : 00 km/h. - Numéro UIC : 60 88 99-69 052-3.                                                                         |       |

### Wagons de marchandises
| Matricule                                    | Constructeur et date           | État actuel            | Origine et informations techniques | Photo |
| -------------------------------------------- | ------------------------------ | ---------------------- | --- | ----- |
| SNCB Fourgon à 2 essieux no 46 88 957 2202-2 | Constructeur inconnu, 1948/49  | Hors service (exposé). | - 7 m, 12 t, vitesse maximum : 00 km/h. - Cédé à l'asbl par le musée national (Train World) depuis une date inconnue. - Visible au musée "Rétro-Train" (à Saint-Ghislain). |       |
| SNCB Wagon à 2 essieux no 968 ABL            | AM Nivelles, +/- 1923          | Hors service (exposé). | - Ex-État Belges : no 103.968. - Ex-SNCB : no 503.968 P. - Ex-Armée Belges (ABL) : no 968. - Wagon fermé transformé après sa construction en wagon frigorifique. Il est peint en blanc pour préserver les aliments périssables. Chargé de glace, il conserve les denrées pendant 24h. - 8,5 m, 23 t (poids en charge), vitesse maximum : 00 km/h. - Cédé à l'asbl par le musée national (Train World) depuis novembre 2013. - Visible au musée "Rétro-Train" (à Saint-Ghislain).                 |       |
| SNCB Wagon trémie no 21 880730905-7          | La Brugeoise et Nivelles, 1963 | Opérationnel           | - Wagon de type 1238A1 à trémie autochargeur à 2 essieux à toiture bassculable. - Wagon Construit à l'origine comme wagon trémie ordinaire de type "Eds" - 1000E1. - Ça dernière actualisation le destinait au transport d'engrais pour l'agriculture. - Cédé à l'asbl par le musée national (Train World) en novembre 2013. - Ce wagon est utilisée lors des travaux de voies sur la ligne du Chemin de fer du Bocq. - 9,6 m, 00 t, vitesse maximum : 00 km/h. - Numéro UIC : 21 88 573 2297-6. |       |

### Engins divers
| Matricule                          | Constructeur et date                   | État actuel             | Origine et informations techniques | Photo |
| ---------------------------------- | -------------------------------------- | ----------------------- | --- | ----- |
| Grue à main A210.48                | La Brugeoise, Nicaise et Delcuve, 1870 | Hors service (exposée). | - 0 m, 00 t. - Capacité de levage : 2 t. - Mise en prêt par le musée national depuis une date inconnue. |       |
| Grue diesel A320.23 D (ex A226.32) | Ateliers de la Biesme, 1925            | Hors service (exposée). | - Grue fonctionnant de base à la vapeur mais diéselisée en 1950. - Elle provient de l'atelier central de Cuemes (Mons). - Acquise en 1999. - Visible au musée "Rétro-Train" (à Saint-Ghislain). - 0 m, 00 t, vitesse maximum : 10 km/h. - Capacité de levage : 5 t. |       |